# Ernő Vámos
Ernő Vámos (4 ottobre 1898 – 13 maggio 1972) è stato un calciatore ungherese, di ruolo centrocampista.

## Carriera

### Nazionale
Ha collezionato 3 presenze con la maglia della Nazionale.